# ダッカ日航機ハイジャック事件
ダッカ日航機ハイジャック事件（ダッカにっこうきハイジャックじけん）は、1977年9月28日に、日本赤軍が起こしたハイジャック事件である。ダッカ事件とも呼ばれる。

## 概要

### ハイジャック発生
1977年9月28日に、フランスのパリ、シャルル・ド・ゴール空港発ギリシャのアテネ国際空港、エジプトのカイロ国際空港、パキスタンのジンナー国際空港、インドのムンバイ国際空港、タイのドンムアン国際空港、香港の啓徳国際空港経由東京国際空港行きの日本航空472便（ダグラス DC-8-62、機体番号：JA8033、高橋重男機長以下乗員14名、乗客142名うち犯人グループ5名）が、経由地のムンバイを離陸直後、拳銃、手榴弾などで武装した日本赤軍グループ5名によりハイジャックされた。
同機はカルカッタ方面に一旦向かった後、進路を変更してバングラデシュの首都ダッカのジア国際空港に強行着陸、犯人グループは人質の身代金として600万ドル（当時の為替レート〈1USD≒約266円〉で約16億円）と、日本で服役および勾留中の9名（奥平純三、城崎勉、大道寺あや子、浴田由紀子、泉水博、仁平映、植垣康博、知念功、大村寿雄）の釈放と日本赤軍への参加を要求し、これが拒否された場合、または回答が無い場合は人質を順次殺害すると警告した。この時、犯人グループから「アメリカ人の人質を先に殺害する」という条件が付けられ、この影響を受けて、その後の日本政府の対応にアメリカへの外交的配慮があったとする見方もある。また、この便には当時のアメリカ合衆国大統領ジミー・カーターの友人であるアメリカ人銀行家が乗っており、犯人たちはそのことを事前に知っていた。
その後、ハイジャック機はジェット燃料の消費を抑えるため、エンジンを停止させたことで機内の気温が45度以上に上昇し、熱中症で倒れる者が続出した。しかし、たまたま乗り合わせた日本航空の嘱託医師の穂刈正臣が手当てを行ったほか、機長が空港関係者にエアコンを作動させるための補助動力車と水を要求し、これが受け入れられたためにことなきを得た。
犯人達は人質からパスポートと時計、金銭や貴金属類を没収し、手荷物を降乗口に積み上げバリケードとした。窓のシールドは降ろさせられ、機内での要求は全て女性客にやらせた。

### 超法規的措置
日本政府はこれ以上の交渉や武力での解決を良しとせず、10月1日に福田赳夫首相が「一人の生命は地球より重い」と述べて、身代金の支払いおよび「超法規的措置」として、収監メンバーなどの引き渡しを行うことを決めた。
なお釈放要求された9人のうち、植垣は「日本に残って連合赤軍問題を考えなければならない」、知念は「一切の沖縄解放の闘いは沖縄を拠点に沖縄人自身が闘うべきものであり、日本赤軍とは政治的、思想的な一致点がない」、大村は「政治革命を目指す赤軍とはイデオロギーが異なる」と述べ、それぞれ釈放および日本赤軍への参加を拒否した。なお、日本政府は議論の過程で、釈放要求リストに載っていた獄中者組合2人（泉水と仁平）については「思想犯ではなく刑事犯」との理由から、釈放拒否の方針を持って交渉した。しかし、これにハイジャック犯側が応じなかったため、最終的に日本政府が折れ、2人も釈放となった。
この時の超法規的措置による釈放は法務大臣が刑務所・拘置所を所管する法務省矯正局長を直接指揮する形で行われた。
日本政府は同日朝に、運輸政務次官の石井一を派遣団長とし、日本航空の朝田静夫社長ら同社の役員や運輸省幹部を中心としたハイジャック対策の政府特使と交代の客室乗務員、6tの食料、身代金と釈放に応じたメンバー6人などを日本航空特別機（ダグラスDC-8-62、機体番号：JA8031）でダッカへ輸送した。
日本政府が過激派による獄中メンバーの釈放要求に応じたのは、1975年のクアラルンプール事件以来2回目となった。なお、検事総長の神谷尚男と法務大臣の福田一は、法治国家における「法の番人」としての立場から、このような安易に法を無視した超法規的措置の施行に対して強硬に反発した。福田法相は施行が決定された後に引責辞任した。

### 軍事クーデター発生

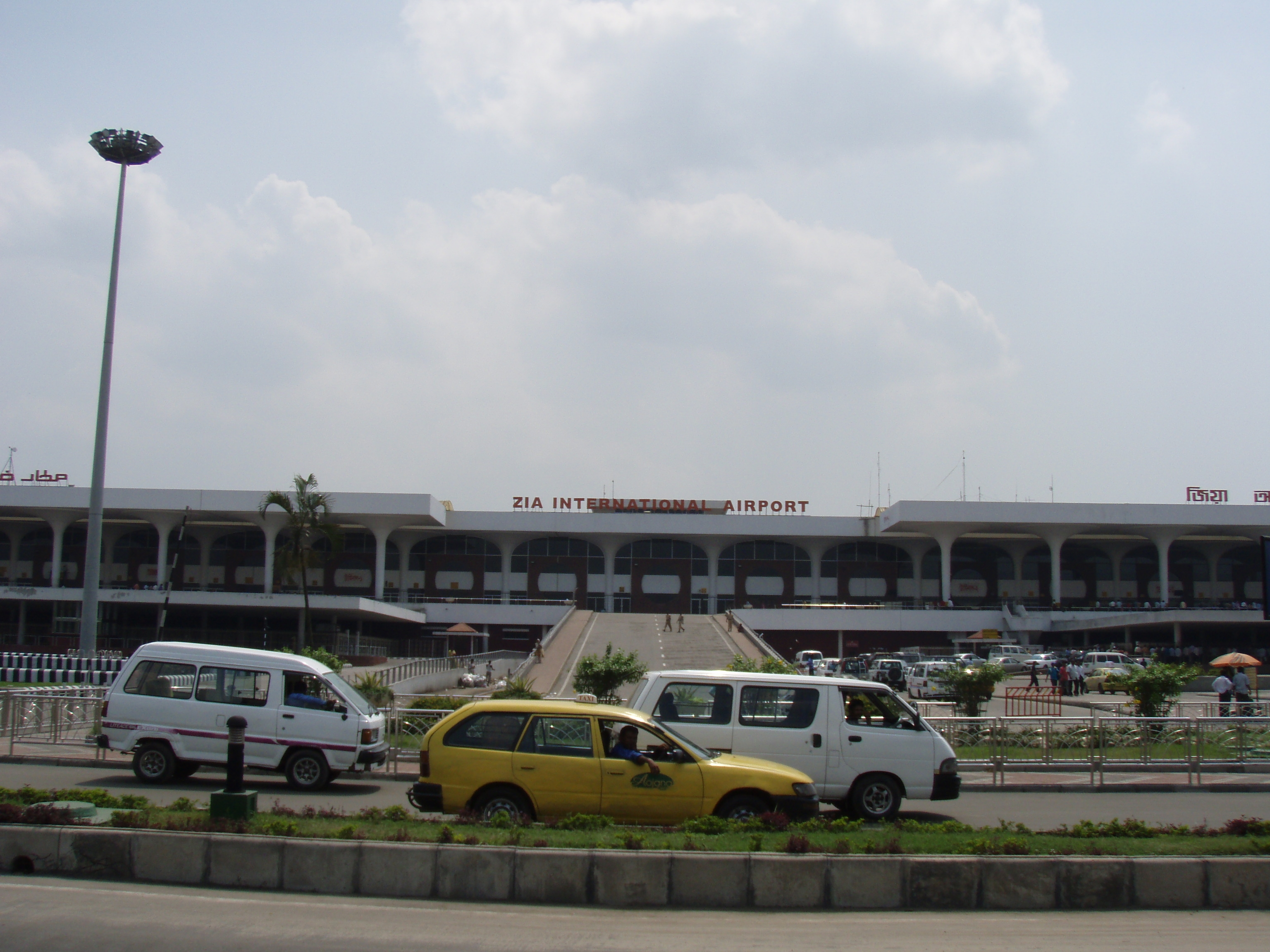
現在のジア国際空港

バングラデシュ軍中枢を含む政府首脳がこの事件の対応に追われている隙を突いて、10月2日の早朝に軍事クーデターが発生した。クーデター部隊は、政府の要人の多くがこの事件に対応するため空港の管制塔に集まっていたことを利用しており、このクーデター軍はハイジャック犯が得た身代金600万ドルの強奪も企てていた。
その後戒厳令が発令され、市内および郊外における戦闘の末に最終的に2時間ほどで反乱軍は鎮圧されたものの、空港近辺でも戦闘があり、管制塔内も日本の政府関係者や報道各社の人員の目の前で銃撃戦が行われ、政府軍の士官11名が死亡したほか、事件解決の陣頭指揮を執っていた政府軍の司令官が負傷するなど現地は緊迫したが、当時は報道規制により詳細は分からなかった。
この時、銃声などの異変に気づいた犯人側からの「何が起きた？」という通信に対し、バングラデシュ側は「ちょっとした緊急事態だ。兵士が近づいたら撃っていい。自分の身は自分で守れ」と返答している。石井政務次官もクーデター軍に撃たれそうになったが、「日本人だ」と言うと相手は謝って引いたという。

### 終結
犯人側は当初から「日本政府とは交渉しない」と通達したため、交渉はバングラデシュ空軍のマムード司令官によって行われた。石井が到着した時には現地で人質の部分解放・残りは移送先で解放という内容で現場はまとまっていた。マムードはこの事件の解決を自分と国の威信を上げるために利用しようと考えていた。しかし、クーデターによってマムードが負傷したため、その後の通信・交渉は彼の部下が代わって行った。石井ら日本側が犯人と通信をすると、犯人グループは態度を硬化するということが何度も繰り返され、日本側は全く交渉の相手にされなかった。
10月2日に妊婦や病人など、数名の人質との交換が行われ、わずかな食料と水の差し入れを犯人側が受け入れた。犯人は自分たちが持ち込んだビスケットだけを口にし、水は人質に毒味をさせていた。その直後、エジプト人の乗客がコレラ感染の疑いがあることが判明し、その乗客と周囲にいた5名を解放し、機内や乗客を酒で消毒した。犯人側はパニックを恐れて人質たちにコレラという単語を口にすることを禁じたという。
その後、救援機がハイジャック機の止まっている滑走路の反対側に駐機。犯人側は飛行機を離陸体勢にしたが、マムードの部下らによって進路を車などで塞がれ動けない状態にされた。アメリカ人銀行家を殺すという通信のカウントダウン5秒前で石井は犯人の要求を全て呑む回答をした。この際、石井は独断で、救援機の中で最後の交換要員である奥平に自分たち日本代表と人質全員を交換するよう説得するように頼んだ。翌10月3日に高橋機長とデッドヘッドで乗り合わせていた澤田隆介機長の機転で、さらなる人質の解放に成功し、ダッカでは乗客乗員118名が解放された。
クーデター終結直後、クーデター軍による身代金強奪を恐れたバングラデシュの大統領令により強制離陸命令が出され、乗務員と残りの人質を乗せたハイジャック機は救援機とともにダッカを発ち、日本の外務省が受け入れの交渉・手配したアルジェリアへ向かうこととなった。
経由地のクウェートで人質7名を、シリアのダマスカスで人質10名を解放、その後アルジェリアのダル・エル・ペイダ空港に着陸し、ここでハイジャック犯と釈放犯は同国当局に投降してその管理下に置かれ、最後の人質12名と乗員7名の全員が解放された。日本赤軍がアルジェリアを選んだのは同国がハイジャック防止条約を結んでいなかったためである。また、当時のアルジェリアはソ連などの支援を受け、親東側諸国の立場をとっており、さらにアメリカの過激派ブラックパンサー党のメンバーの亡命を受け入れており、先進国の左翼過激派組織やキューバとともにパレスチナ解放機構など第三世界の革命組織の最大の支援国のひとつであることも大きかった。

### 事件の影響
事件解決に多大な協力を受けた上に、11名の死者を出した軍事クーデターのきっかけを作ったことを受け、事件解決後に日本政府はバングラデシュに謝礼とお詫びの意味を含めて特派使節を送ることとなった。しかし、バングラデシュ政府は日本政府に対し補償などを求めなかった。このバングラデシュ政府の対応は大きな称賛を受けることとなった。
また、この事件における日本政府の「超法規的措置」は、テロに悩まされた多くの諸外国から「日本はテロまで輸出するのか」（当時、日本から諸外国への電化製品や自動車などの輸出が急増していた）などと批判されたとされるが、当時は諸外国においても、テロリストの要求を受け入れて、身柄拘束中の仲間を釈放することは珍しくなく（PFLP旅客機同時ハイジャック事件やハーグ事件、ルフトハンザ航空615便事件など）、日本のみがテロに対して弱腰であったというわけではない。なお、このようなテロリストの要求を受け入れる流れが変わるきっかけとなったのが、ダッカ事件と同年に起こったルフトハンザ航空181便ハイジャック事件である。西ドイツ政府は、ミュンヘンオリンピック事件を機に創設された警察特殊部隊「GSG-9」を航空機内に突入させ、犯人グループを制圧し、人質を救出した。
本事件の17日後に発生した長崎バスジャック事件では「阿蘇連合赤軍」を名乗る2人組が政治家との面会などを要求したが、一連の赤軍事件を模倣した身代金目的の犯行とされ、警察の強硬策により犯人1人が射殺、1人が逮捕され、人質16人は無事救出された。
1970年代の世界各国では、頻発していたハイジャックやテロ事件に対処するために特殊部隊の創設が進められつつある所だった。日本政府もGSG-9を参考として、本事件が発生した1977年にハイジャック事件等に対処する特殊部隊を警視庁と大阪府警察に創設した。これらは当初「特科中隊」（警視庁第6機動隊特科中隊：略称ロッカチュウ）、「特殊検挙班」または「零中隊」（大阪府警第2機動隊）などと呼称され、存在自体が長期間非公表（所属隊員名も警察官の名簿から抹消されていた）とされていたが、1979年、三菱銀行人質事件で大阪府警第2機動隊特殊検挙班が突入し、犯人梅川昭美を射殺。1995年に発生した全日空857便ハイジャック事件に出動し、犯人を逮捕、人質を救出したことで広く世間に知られるようになった。その後、これらの特殊部隊は部隊を増設し、装備を強化した上で、SATと呼ばれるようになった（1995年、オウム真理教サティアンへの強制捜査の際に捜査一課とともにSAT隊員も参加している）。また、ダッカ事件をきっかけにして警察庁は警備局公安第三課兼外事課調査官室を設置し、中東・欧州・東南アジアなどで日本赤軍の捜査を行うようになった。調査官室は現在の国際テロリズム対策課の起源になっている。アメリカ合衆国もGSG-9の突入作戦を教訓として、陸軍にデルタフォースを設立した。
なお、この事件を報道するニュースをきっかけに、福岡県の結核療養所に入院していた患者が「人質がどうなってしまうのか」で同室の患者と口論となり、ナイフで刺殺するという別の事件も起こっている。

## 後日談

### 「モガディシオ事件」
ダッカ日航機ハイジャック事件から、1か月も経たない1977年10月13日、スペイン領マリョルカ島パルマ・デ・マヨルカ発フランクフルト行きのルフトハンザ・ドイツ航空181便（ボーイング737型機）が、西ドイツ赤軍（バーダー・マインホフ・グループ）の依頼を受けたPFLPのメンバーにハイジャックされ、ソマリアのモガディシオに着陸させられた。
テロリストは西ドイツ政府に対して、身代金と政治犯釈放を要求したが、10月17日、ミュンヘンオリンピック事件をきっかけに創設された、西ドイツの特殊部隊「国境警備隊第9グループ（GSG-9）」が航空機に突入し、テロリストを制圧、人質全員を救出した。 なお機長1名がテロリストにより射殺され犠牲となったものの他の乗員乗客は無事だった。西ドイツ赤軍は、内容からしてダッカ日航機ハイジャック事件を参考にしたようだが、GSG-9により制圧される結果となった。

### ハイジャック機のその後
ハイジャックされたDC-8-62型機（JA8033）はその後日本国内へ戻され、ハイジャック犯人による爆弾の爆発実験により一部が破損した機内トイレの修繕や、機内清掃などが施された後に通常運航へと戻され、1984年まで日本航空で使用された後にメキシコのアエロメヒコ航空へと売却され、1990年代前半まで運行された。

### 釈放要求されたメンバー・実行犯メンバーのその後
釈放された6人メンバーのうち、1986年に泉水博、1996年に城崎勉、1997年に浴田由紀子がそれぞれ身柄拘束されて、拘束中だった罪状又は釈放後の犯罪で有罪判決を受けた。また実行犯として丸岡修と西川純が逮捕され、無期懲役判決を受けている。和光晴生はこの事件では訴追されず、別事件で訴追され無期懲役判決を受けている。
佐々木規夫、坂東國男、奥平純三、大道寺あや子、仁平映は2024年現在も国外逃亡中であり、国際手配されている。

## ハイジャック犯人グループ
- 丸岡修 - 1987年11月、東京で逮捕。2000年3月に無期懲役が確定、2011年死去。
- 和光晴生 - 1997年2月、レバノンで逮捕、服役後の2000年3月に日本へ移送。ハーグ事件とクアラルンプール事件について逮捕・起訴されたが、本件については立件されなかった。丸岡の述懐では、参加していないとされている。2009年10月、無期懲役が確定[6]。2023年死去。
- 佐々木規夫 - 国際手配中。
- 坂東國男 - 国際手配中。
- 西川純 - 1997年11月、ボリビアで逮捕され、直後に日本へ移送。2011年9月に無期懲役が確定。

## 釈放要求された9人の囚人
| 囚人         | 所属                 | 勾留（受刑）                | 罪                              | 釈放 要求 | その後 |
| ------------ | -------------------- | --------------------------- | ------------------------------- | --------- | --- |
| 奥平純三     | 日本赤軍             | 東京拘置所                  | ハーグ事件 クアラルンプール事件 | 同意      | 国外逃亡（国際手配）中 |
| 城崎勉       | 赤軍派               | 府中刑務所 （懲役10年）     | 横浜銀行M作戦                   | 同意      | 1996年9月、ネパールで拘束 アメリカ合衆国で懲役30年 2015年2月、日本に強制送還 到着した成田国際空港で逮捕 2016年12月、懲役12年の判決 |
| 大道寺あや子 | 東アジア反日武装戦線 | 東京拘置所                  | 連続企業爆破事件                | 同意      | 国外逃亡（国際手配）中 |
| 浴田由紀子   | 東アジア反日武装戦線 | 東京拘置所                  | 連続企業爆破事件                | 同意      | 1995年3月、ルーマニアで拘束 1995年3月、日本に身柄送致 2004年8月、懲役20年確定 2017年3月、出所                                      |
| 泉水博       | 獄中者組合           | 旭川刑務所 （無期懲役）     | 強盗殺人事件                    | 同意      | 1986年6月、フィリピンで拘束 日本に身柄送致 1995年3月、懲役2年追加確定 2020年3月27日、岐阜刑務所にて83歳で獄中死                    |
| 仁平映       | 獄中者組合           | 東京拘置所 （一審懲役10年） | 殺人事件                        | 同意      | 国外逃亡（国際手配）中 |
| 植垣康博     | 連合赤軍 （赤軍派）  | 東京拘置所                  | M作戦 山岳ベース事件            | 拒否      | 1993年2月、懲役20年確定 1998年10月、出所                                                                                           |
| 知念功       | 沖縄解放同盟         | 沖縄刑務所                  | ひめゆりの塔事件                | 拒否      | 不明 |
| 大村寿雄     |                      | 京都刑務所                  | 京都地方公安局爆破事件          | 拒否      | 2021年1月10日、和歌山県の医療施設で病死。享年77。晩年はバセドウ病と戦っていたが、死因は肺炎である。                                |

## 本事件の釈放による国内裁判への影響
- 大道寺あや子の釈放・国外逃亡により東アジア反日武装戦線が起こした連続企業爆破事件における大道寺の裁判が停止。同事件で死刑判決を受けた片岡利明の死刑が未だに執行されていないのは共犯である大道寺あや子と別の日本赤軍事件による要求で釈放され本事件では犯人の佐々木規夫の裁判が終了していないためとされている。片岡同様に死刑判決を受けた大道寺将司（あや子の夫）は執行されないまま2017年に獄中で病死した。
- 大道寺あや子が起訴された後に国外逃亡したため刑事訴訟法254条2項の規定により「共犯者の公判中」という形で東アジア反日武装戦線のメンバー桐島聡の公訴時効が停止。このため桐島は2024年現在も指名手配されている。桐島が関与した事件のうち、大道寺あや子と共犯ではない事件に関しては公訴時効が成立している。2024年1月に桐嶋聡を名乗る男が入院していた神奈川県鎌倉市の病院から通報があり、警視庁が事情を聞いていたが、1月29日に死亡が確認された。警視庁がＤＮＡ型鑑定をし、2月に桐嶋の親族と「親族関係矛盾なし」との結果が出た。同庁は鑑定結果が本人とされれば、被疑者死亡で書類送検するとしていた。